# Bernardinus de Gianotis

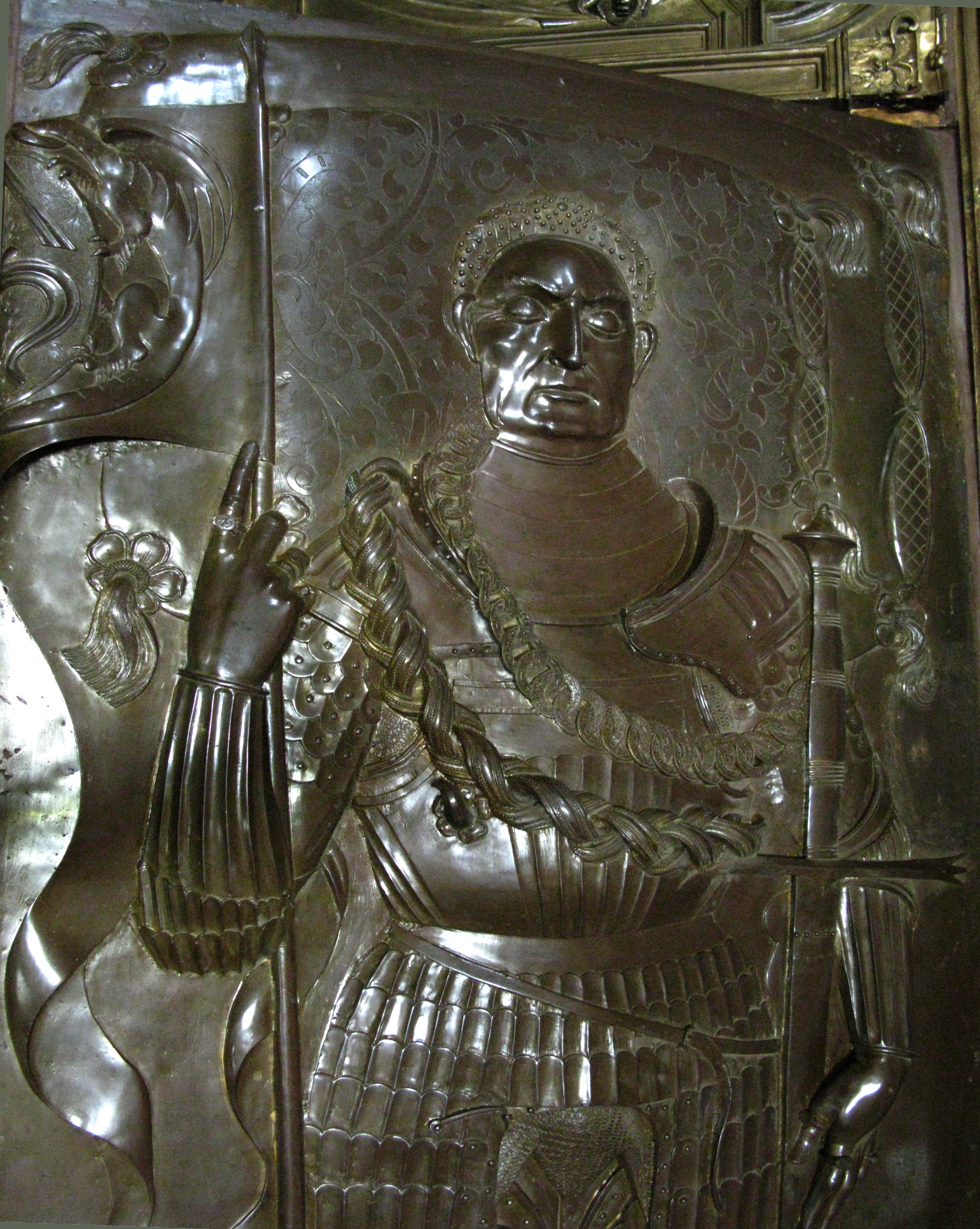
Fragment nagrobka Krzysztofa Szydłowieckiego w kolegiacie w Opatowie

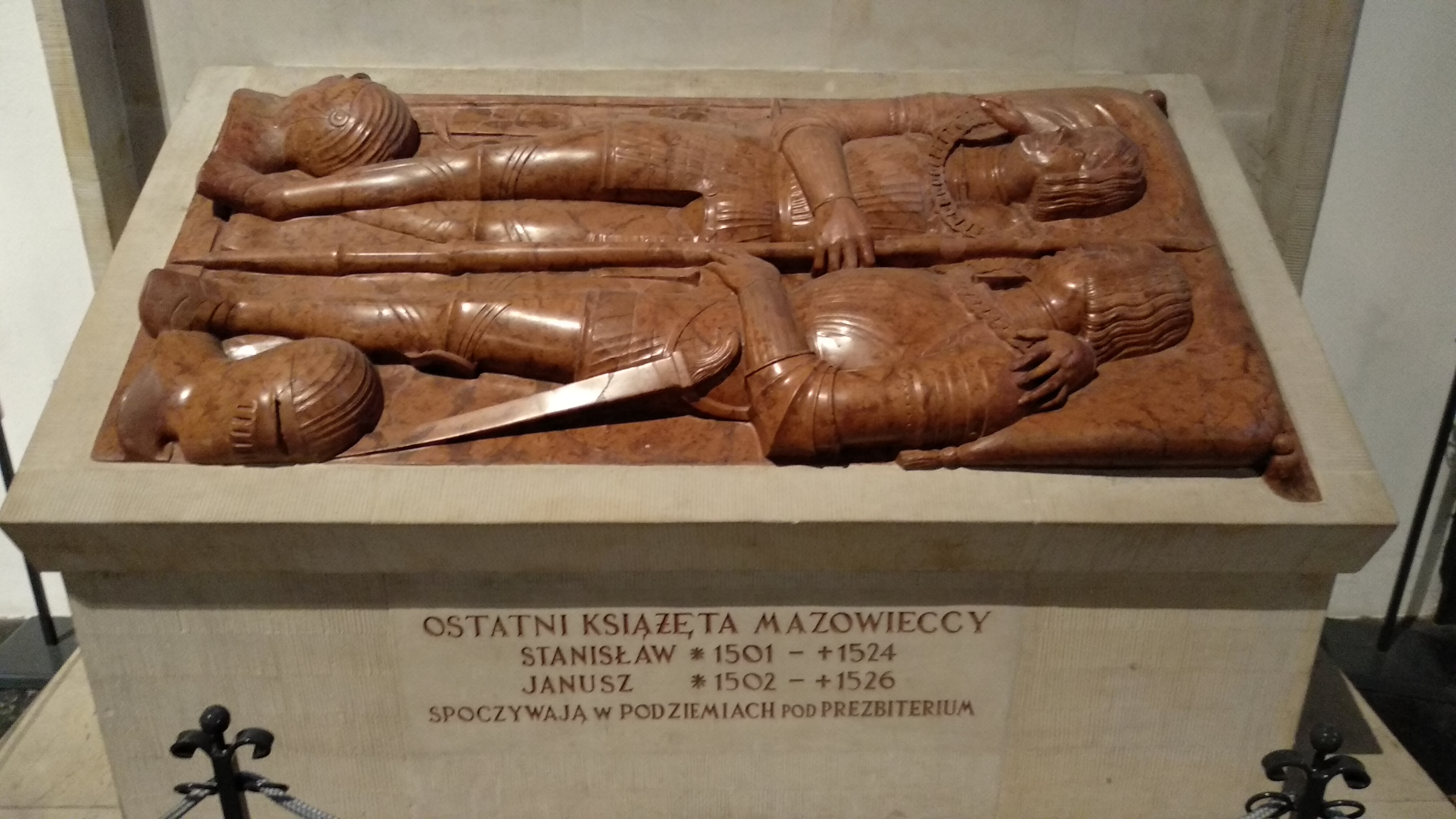
Płyta nagrobna książąt mazowieckich Stanisława i Janusza III w kolegiacie warszawskiej, której autorstwo przypisywane jest Zanobiemu de Gianottis

Bernardo Zanobi de Gianottis, w formie zlatynizowanej zapisywany też jako Bernardinus Zanobi de Gianottis, zwany Romanus (ur. przed 1500  – zm. 1541) – włoski architekt i rzeźbiarz renesansowy czynny w Polsce. 

## Życiorys
Był synem Zanobiego Gianottiego, florentczyka, jednak związawszy się z pracowniami innych Toskańczyków działających w Rzymie: Giacomo di Pietrasanta i Sebastiano Fiorentino oraz rzeźbiarza Andrea Bregno, w Polsce przedstawiał się jako Romanus. 
Do Polski przybył w 1520 na dwór Zygmunta I Starego. Współpracował z Bartolommeo Berreccim przy budowie Kaplicy Zygmuntowskiej na Wawelu. Jako architekt zaprojektował i zrealizował przebudowę w stylu renesansowym w latach 1531–1535  bazyliki katedralnej w Płocku, następne rozpoczął przebudowę katedry w Wilnie. W 1531 założył spółkę z dwoma innymi działającymi w Polsce artystami włoskimi – Giovannim Cinim ze Sieny i Filipem z Fiesole, z którymi wspólnie stworzył wiele wartościowych dzieł architektonicznych i rzeźbiarskich.
Dzieła Bernardino Zanobi de Gianotisa przeszczepiły na polski grunt tradycję monumentalnej rzeźby nagrobkowej włoskiego renesansu i przyczyniły się do powstania miejscowej szkoły rzeźbiarskiej, opartej na stylu włoskim.

## Ważniejsze dzieła rzeźbiarskie
- Nagrobek Krzysztofa Szydłowieckiego w kolegiacie w Opatowie (1533–1541, wspólnie z Giovannim Cinim)
- Nagrobek Wojciecha Gasztołda w Wilnie (ok. 1539)
- Nagrobek Stanisława Lasockiego w Brzezinach (ok. 1536)
- Nagrobek Zofii z Szydłowieckich Lasockiej w Brzezinach (ok. 1536)

Przypisuje mu się autorstwo płyty nagrobnej książąt mazowieckich Stanisława i Janusza III w kolegiacie warszawskiej (1526–1528).